# Karl-Heinz Walkhoff
Karl-Heinz Walkhoff (ur. 26 lutego 1936 w Habighorst) – niemiecki polityk, samorządowiec i nauczyciel, parlamentarzysta krajowy i europejski.

## Życiorys
Syn handlowca Horsta i Hildegard z domu Domes. Studiował germanistykę, slawistykę i historię na Wolnym Uniwersytecie Berlińskim i Westfalskim Uniwersytecie Wilhelma w Münsterze, następnie zdał publiczne egzaminy nauczycielskie pierwszego (1964) i drugiego (1967) stopnia. Pracował jako nauczyciel, był także współzałożycielem towarzystwa przyjaźni niemiecko-radzieckiej. W 1965 wstąpił do Socjaldemokratycznej Partii Niemiec. Od 1969 do 1972 zasiadał w radzie miejskiej Münster. W latach 1969–1976 zasiadał w Bundestagu, powrócił do niego na dwa lata w 1978 w miejsce zmarłego Adolfa Scheu. Od 1973 do 1977 r. był oddelegowany do Parlamentu Europejskiego.
W 1964 r. poślubił Emmi Hintelmann, jest protestantem.